# 威尔康奈尔医学院
威尔康奈尔医学院（Weill Cornell Medicine），正式名称康奈尔大学琼和桑福德·I·威尔医学院 （Joan & Sanford I. Weill Medical College of Cornell University），是隶属于康奈尔大学的一所医学院和生物医学研究所，位于纽约曼哈顿上东区，它和哥伦比亚大学医学院一起成立了纽约-长老会医院。
它是美国录取率最低的医学院之一，每年申请人数在六千名左右，但只有约100名能得到录取。2019年《美國新聞與世界報道》將其列在美國醫學院中的第9位。

## 歷史

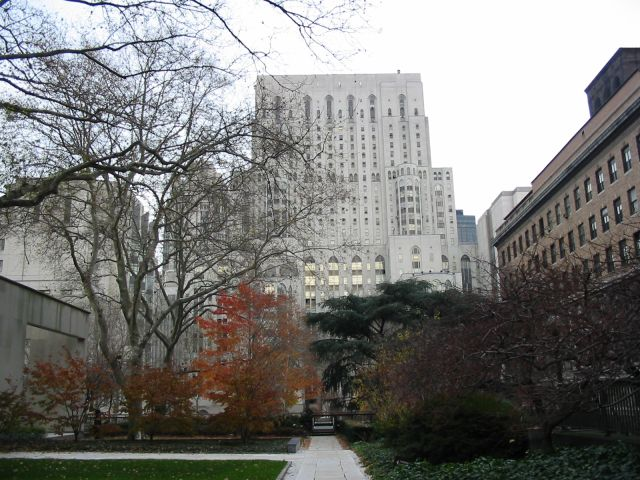
学院建筑

這所醫學院創立於1898年4月14日，捐款來自美國商人奧利佛·佩恩（Oliver Hazard Payne）。康奈爾大學自身所位於的伊萨卡校区太小不能提供充足的实习训练机会，因此選擇了紐約市作為成立地點。
其英文原名為“Cornell University Medical College”，1998年因收到来自康乃尔大学校友、花旗集团总裁桑福德·I·威尔（Sanford I. Weill，其妻为Joan H. Mosher）的一大笔捐款而改名“Joan & Sanford I. Weill Medical College of Cornell University”。2015年又改为“Weill Cornell Medicine”。

## 外部連接
- 官方網站 （页面存档备份，存于）